# 楊輔 (弘治進士)
楊輔（1475年—？），字介卿，直隸淮安府邳州人，民籍，明朝政治人物。

## 生平
弘治十一年（1498年）戊午科應天鄉試第一百三十二名舉人，十八年（1505年）中式乙丑科會試第二百五十八名，三甲第一百八十一名進士。授寧陵縣知縣，老成安靜，謙己下賢，為民之意惻如也。調金華縣知縣，寧陵百姓潸然悲泣，乃易其雙靴，為遺思。

## 家族
曾祖楊清；祖父楊□；父楊寶。生母蕭氏；繼母劉氏。具慶下。